# Sukananti Baru
Sukananti Baru is een bestuurslaag in het regentschap Ogan Ilir van de provincie Zuid-Sumatra, Indonesië. Sukananti Baru telt 792 inwoners (volkstelling 2010).